# Gheorghe Popescu
Gheorghe Popescu (ur. 9 października 1967 w Calafacie) – rumuński piłkarz, występujący na pozycji środkowego obrońcy, i menedżer piłkarski. Jest wychowankiem Universitatei Craiova, z którą w 1985 roku zadebiutował w Divizii A. Grał w tym klubie do 1990 roku, z roczną przerwą, kiedy to – w rundzie wiosennej sezonu 1987–1988 – został przez władze zmuszony do przejścia do Steauy Bukareszt. Zdobył z nią zresztą swój pierwszy i jedyny tytuł mistrza Rumunii. Po udanym Mundialu 1990 wyjechał do Holandii, do PSV Eindhoven. Pierwsze dwa sezony zakończył na pierwszym miejscu w tabeli Eredivisie. W ciągu pięciu lat gry w tym klubie, także dzięki występom w reprezentacji, awansował do grona najlepszych defensorów Europy; od 1989 do 1992 roku cztery razy z rzędu został wybrany na najlepszego piłkarza Rumunii. W sierpniu 1994, po powrocie z Mundialu 1994, na którym podopieczni Anghela Iordănescu doszli do ćwierćfinału, trafił do Tottenhamu Hotspur, ale tylko na pół roku. Wkrótce rumuńskim obrońcą zainteresowała się FC Barcelona; w klubie ze stolicy Katalonii od roku grał już jego kolega z kadry Gheorghe Hagi. Popescu spędził w Barcelonie dwa sezony, w ostatnim – 1996–1997 – jako kapitan poprowadził drużynę do zwycięstwa w Pucharze Zdobywców Pucharów. W 1997 roku ponownie dołączył do Hagiego, tym razem do Galatasaray SK. Rumuńscy weterani pod koniec piłkarskiej kariery czterokrotnie wygrali rozgrywki ligowe w Turcji i raz – w 2000 roku – zdobyli Puchar UEFA. W 2001 roku Hagi poświęcił się pracy szkoleniowej, a Popescu przeniósł się do US Lecce. Krótko grał jeszcze w Dinamie Bukareszt i Hannoverze 96, w którym w 2003 roku zakończył karierę.
Z reprezentacją Rumunii, w której barwach rozegrał 115 meczów, dotarł do ćwierćfinału Mundialu 1994 oraz brał udział w Mundialach 1990 i 1998 oraz w 1996 i 2000. W każdym z tych turniejów był podstawowym zawodnikiem; nie wystąpił tylko w jednym spotkaniu, w ćwierćfinale Euro 2000, z którego wyeliminowała go kontuzja. Po rezygnacji Hagiego został kapitanem reprezentacji. Ostatni mecz w drużynie narodowej rozegrał w marcu 2003 roku; wówczas w eliminacjach do Euro 2004 Rumuni ulegli 2:5 Duńczykom.
Później krótko pracował w sztabie szkoleniowym Barcelony. W 2005 roku kandydował w wyborach na prezesa Rumuńskiego Związku Piłki Nożnej. Jest menedżerem i agentem wielu piłkarzy, m.in. Adriana Mutu.
Popescu, był oskarżany o współpracę z tajną rumuńska policją w czasie komunizmu, sam zawodnik się przyznał. Oznajmił również, że sporządził cztery notatki na temat zawodników grających z nim w zespole Universitatea Craiova (w latach 80.).

## Sukcesy piłkarskie
- finał Pucharu Rumunii 1985 z Universitateą Craiova
- mistrzostwo Rumunii 1988, Puchar Rumunii 1988 oraz półfinał Pucharu Mistrzów 1988 ze Steauą Bukareszt
- mistrzostwo Holandii 1991 i 1992, wicemistrzostwo Holandii 1993 oraz Superpuchar Holandii 1992 z PSV Eindhoven
- wicemistrzostwo Hiszpanii 1997, finał Pucharu Hiszpanii 1996, Superpuchar Hiszpanii 1996 oraz Puchar Zdobywców Pucharów 1997 z Barceloną
- mistrzostwo Turcji 1998, 1999 i 2000, wicemistrzostwo Turcji 2001, Puchar Turcji 1999 i 2000, Superpuchar Turcji 1997, Puchar UEFA 2000, Superpuchar Europy 2000 oraz ćwierćfinał Ligi Mistrzów 2001 z Galatasaray Stambuł
- Piłkarz roku 1989, 1990, 1991, 1992, 1995 i 1996 w Rumunii. Ponadto siedmiokrotnie – w 1993, 1994, 1997, 1998, 2000 i 2001 – jego nazwisko znalazło się w najlepszej piątce tego plebiscytu.

W reprezentacji Rumunii od 1988 do 2003 roku rozegrał 115 meczów i strzelił 16 goli – uczestnik finałów Mistrzostw Świata 1990 (1/8 finału), 1994 (ćwierćfinał) i 1998 (1/8 finału) oraz Euro'96 (runda grupowa) i Euro'2000 (ćwierćfinał).